# Instituto Padre Suárez

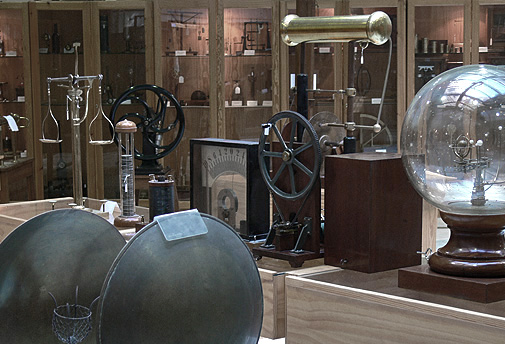
Sala de Física y Química del Museo de Ciencias

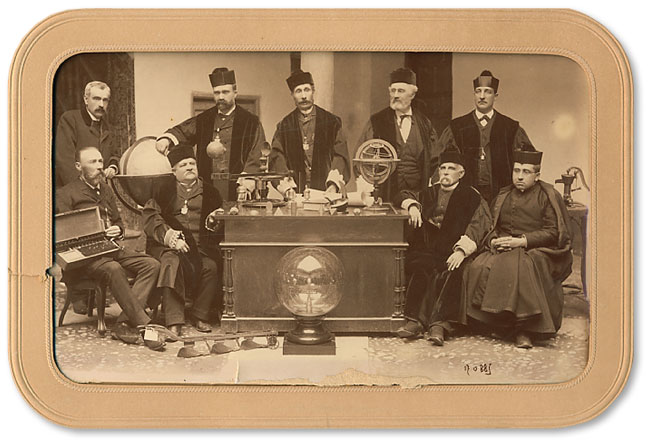
Primer profesorado del Instituto Padre Suárez de Granada. A la derecha, con barba blanca, Rafael García y Álvarez.

El Instituto Padre Suárez es un centro educativo de enseñanza media situado en la ciudad española de Granada, fundado en 1845 por la Ley Pidal bajo la denominación Instituto Provincial de Segunda Enseñanza de Granada, y adscrito a la Universidad de Granada. A comienzos del siglo XX pasó a denominarse Instituto General y Técnico de Granada y a partir de 1934 Instituto «Padre Suárez».
El centro conserva un patrimonio muy variado y rico de materiales de Historia Natural, de elementos de Física y Química, una espléndida biblioteca histórica y un magnífico archivo. Su Museo de Ciencias Naturales, sobre el que recientemente se ha publicado una Guía Didáctica, está incluido en el Registro Oficial de Museos de la Junta de Andalucía.
Durante el curso 2015/16 se cumplió el centenario de la matriculación, en el centro, del que quizás haya sido el más universal de sus alumnos, Federico García Lorca.

## Historia
El IES "Padre Suárez" con más de 175 años, constituye un punto de referencia obligado en la cultura y el urbanismo de la ciudad de Granada. Por sus aulas pasaron ilustres granadinos que han dejado huella en la historia, entre ellos Ángel Ganivet, Federico García Lorca y Francisco Ayala. No faltan tampoco en la historia del Instituto las alumnas ilustres, entre ellas Asunción Linares o Elena Martín Vivaldi.
Cuando el Instituto se fundó en 1845 dependía del Rectorado de la Universidad de Granada, de la Diputación Provincial y del Arzobispado.
A lo largo de su historia la institución ha ocupado diferentes sedes: en la plaza de la Universidad, en el Palacio de los marqueses de Caicedo, calle San Jerónimo, número 46 y en el Colegio Mayor San Bartolomé y Santiago, en la misma calle. 
La denominación "Padre Suárez" fue autorizada en la Gaceta de Madrid el 13 de febrero de 1934, en honor al eximio teólogo, filósofo y jurista granadino de la Escuela de Salamanca, padre jesuita Francisco Suárez. 
Aunque la primera piedra  fue colocada el 30 de abril de 1904 por el rey Alfonso XIII, hubo muchas dilaciones y la construcción del edificio comenzó bastante más tarde. El resultado fue un edificio modernista con superposiciones catalanistas y góticas, construido bajo proyecto del arquitecto Fernando Wilhelmi, sobre trazas del arquitecto Rafael Rubio Orellana, construido exprofeso para sede de la institución, que sería ocupado el 10 de enero de 1918, aunque las obras continuaron hasta 1919.
En gran medida, la personalidad del Instituto Padre Suárez la define su catedrático de Ciencias Naturales, Rafael García Álvarez, próximo al krausismo y defensor de las teorías de Darwin.
El centro conserva un patrimonio muy variado y rico de materiales de Historia Natural, de elementos de Física y Química, una espléndida biblioteca histórica y un magnífico archivo. Su Museo de Ciencias Naturales, sobre el que recientemente se ha publicado una Guía Didáctica, está incluido en el Registro Oficial de Museos de la Junta de Andalucía.

## Museo de Ciencias Naturales
Durante algunos años el museo estuvo a cargo de Luis Castellón Serrano, que preside la Asociación Nacional de Defensa de los Institutos Históricos, y que también fue profesor del mismo Instituto. Castellón gestionó, guio y atendió a todos los grupos que se interesaron por conocer el patrimonio científico del instituto. El museo llegó a alcanzar las 6000 visitas anuales.
Actualmente el museo está a cargo de José Emilio Padilla Méndez y María Adelaida Adarve Torres.
Los objetos que se custodian han sido objeto de tesis y de investigaciones. Cuenta con más de 6.000 piezas, entre las que destacan la colección de Física y la de Ciencias Naturales, con animales disecados, como un lince de Sierra Nevada o una orangután con su cría, huesos o fósiles. También hay linternas mágicas, maquetas de Auzoux y una máquina de tesla.

## Egresados Notables
- Federico García Lorca;
- Elena Martín Vivaldi;
- Ángel Ganivet;
- Francisco Ayala;
- Asunción Linares;
- Natalio Rivas;
- Federico Olóriz;
- Manuel Ángeles Ortiz;
- Rafael Guillén;
- Emilio Orozco;
- Pablo del Águila;
- Luis Gerardo García Royo;
- Carlos Galdón;
- Juan Luis Castellanos;
- Álvaro Salvador;
- David Martínez Do Nascimento;

## Arquitectura
El edificio histórico del Instituto Padre Suárez, diseñado en un estilo neoclásico, es una joya arquitectónica que ha sido cuidadosamente preservada. 
La estructura ha sido renovada y adaptada a lo largo de los años para incluir instalaciones modernas, pero mantiene su carácter original. El edificio es conocido por su imponente fachada y sus amplias aulas con techos altos y ventanas grandes.